# مسجد الصادق
تم إنشاء مسجد الصادق (أو مسجد وباش ) في 1922 في حي برونزفيل بمدينة شيكاغو. يُعد مسجد الصادق أحد أقدم المساجد المبنية في أمريكا وأقدم مسجد قائم في البلاد اليوم. تم تمويل هذا المسجد بأموال تم التبرع بها في الغالب من قبل أمريكيين أفارقة انضموا للجماعة الأحمدية.

## بعثة شيكاغو الإسلامية
وصل مفتي محمد صادق إلى الولايات المتحدة في 15 فبراير 1920، وأنشأ في 1921 مقر الجماعة الأحمدية. أنشأ محمد صادق مجلة شهرية تسمى شروق شمس المسلم، والتي تضمنت مقالات عن الإسلام، وقضايا الضمير المعاصرة، وأسماء المعتنقين الجدد. ولا تزال هذه المجلة موجودة. وقد اجتذب محمد صادق آلاف المعتنقين خلال إقامته القصيرة في أمريكا، أبرزها في ديترويت وشيكاغو بين عامي 1922 و1923.
استمرت الجماعة الأحمدية في النمو، وأنشأت أكثر من 40 بعثة في جميع أنحاء الولايات المتحدة. يمكن العثور على أربعة مساجد أحمدية في المنطقة اليوم، مع التركيبة السكانية التي هي مزيج من أمريكيين أفارقة، أمريكيين جنوب آسيويين، أمريكيين بيض، هسبان وأمريكيين لاتينيين. كانت شيكاغو بمثابة المقر الوطني للحركة حتى 1950، عندما تم نقله إلى مسجد الفضل الأمريكي في واشنطن العاصمة. في 1994، تم نقل المقر الرئيسي للجماعة الإسلامية الأحمدية في الولايات المتحدة الأمريكية إلى مسجد بيت الرحمن في سيلفر سبرينغ، ماريلند.

## أنظر أيضا
- قائمة المساجد في الأمريكتين
- قائمة قوائم المساجد
- قائمة مساجد الولايات المتحدة